# Parafia św. Idziego Opata w Zrębicach
Parafia św. Idziego Opata w Zrębicach – parafia rzymskokatolicka, znajdująca się w archidiecezji częstochowskiej, w dekanacie Olsztyn, erygowana około 1334 roku.